# Anne Helm

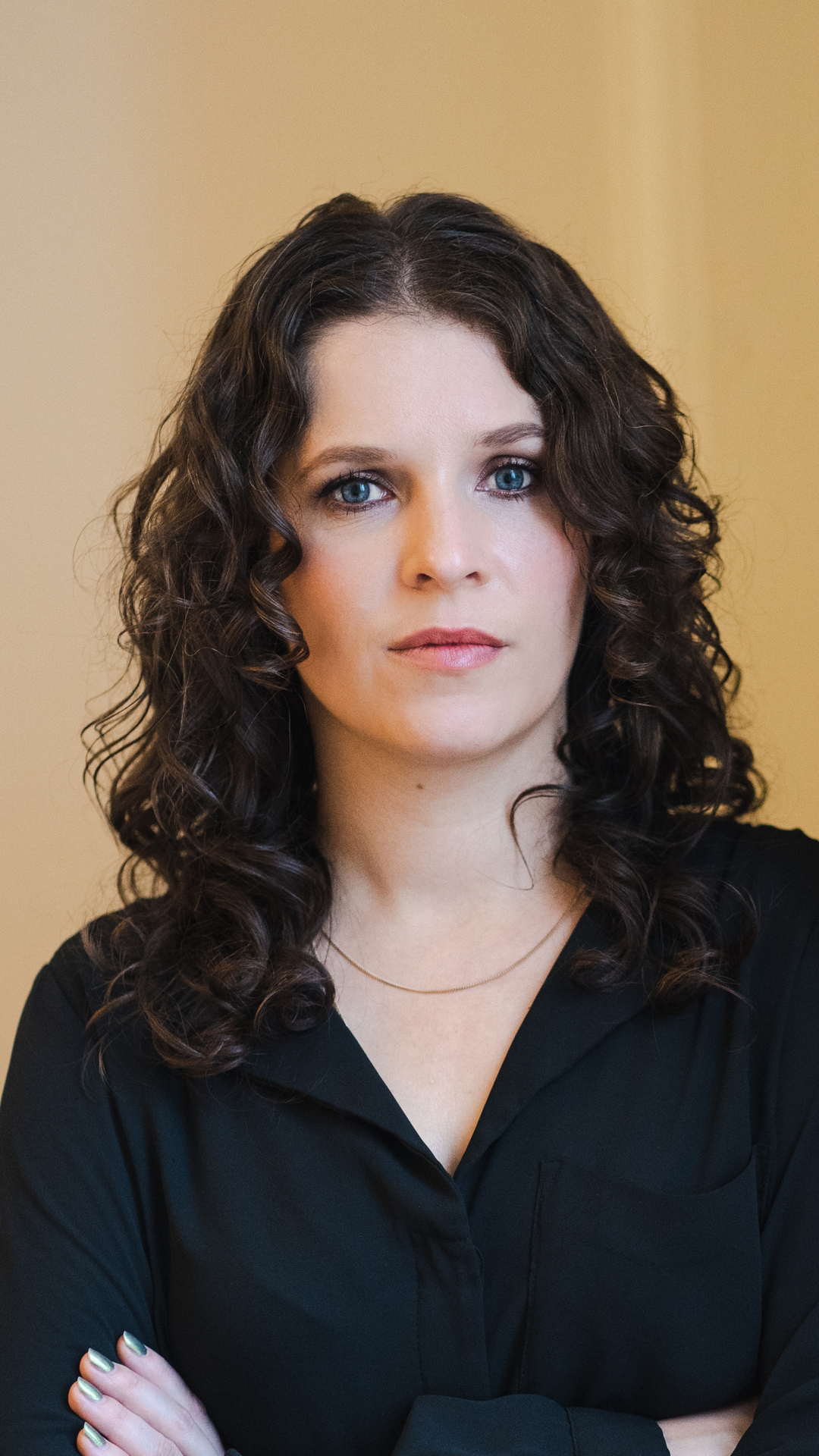
Anne Helm, 2022

Anne Helm (* 6. Juli 1986 in Rostock) ist eine deutsche Synchronsprecherin, Schauspielerin und Politikerin (Die Linke). Sie war von Juli 2009 bis September 2014 Mitglied der Piratenpartei Deutschland. Von 2011 bis 2016 war sie Neuköllner Bezirksverordnete. Im Januar 2016 trat sie der Partei Die Linke bei. Am 18. September 2016 wurde sie in das Abgeordnetenhaus von Berlin gewählt. Sie ist seit dem 2. Juni 2020 Fraktionsvorsitzende ihrer Partei im Abgeordnetenhaus von Berlin.

## Leben
Anne Helm wurde als Tochter des Schauspielers und Synchronsprechers Gunnar Helm (* 1956) in Rostock geboren. Sie wuchs in Berlin-Neukölln auf und legte hier das Abitur am Albert-Einstein-Gymnasium im Jahr 2006 ab. Als Synchronsprecherin hatte sie ihre erste Sprechrolle mit neun Jahren als Hauptfigur Babe in Ein Schweinchen namens Babe. Seitdem synchronisierte sie mehr als 300 Produktionen. 2007 war Anne Helm für den Deutschen Synchronpreis für herausragende weibliche Synchronarbeit mit ihrer Synchronisation von Yohana Cobo in Volver – Zurückkehren nominiert. Helm ist die Feststimme von Jennette McCurdy und spricht regelmäßig Amber Heard, Anna Kendrick, Dana Davis, Margot Robbie, Elliot Page und Ludivine Sagnier. Anfang 2013 wurde sie die Stimme der Fernsehreihe Elektrischer Reporter auf ZDFinfo. Seit dem 1. September 2018 ist sie mit dem Linken-Politiker Oliver Höfinghoff verheiratet.
Sie war Mitglied im InteressenVerband Synchronschauspieler e. V. (IVS) und ist es aktuell im Bundesverband Schauspiel, der 2018 mit dem IVS fusionierte. Darüber hinaus ist sie Mitglied beim LebenLernen auf Segelschiffen e. V. und beim Volksbund Deutsche Kriegsgräberfürsorge.
Ihre Schwester Luise Helm ist ebenfalls im Synchron- und Schauspielbereich tätig.

## Politikerin

### Mitglied der Piratenpartei und Bezirksverordnete (ab 2009)
2009 wurde sie Mitglied der Piratenpartei Deutschland. Drei Jahre später trat sie bei den Wahlen zu den Berliner Bezirksverordnetenversammlungen 2011 im Bezirk Neukölln erfolgreich auf Listenplatz 2 für die Piratenpartei an. Für die Bundestagswahl 2013 wurde sie zur Direktkandidatin der Partei für den Bezirk gewählt. Seit 2013 war sie in ihrer Partei Themenbeauftragte für Asylpolitik. Auf Listenplatz 5 kandidierte sie zur Europawahl 2014. Anlässlich einer Protestaktion gegen die Form des Gedenkens anlässlich des Jahrestages der Bombardierung Dresdens 2014 vonseiten der Stadt gab es vielfältige Kritik an der dabei von ihr verwendeten Parole „Thanks Bomber Harris“, aber auch Hinweise auf das Schicksal Victor Klemperers und seiner Frau Eva, deren Deportation aufgrund ihrer jüdischen Herkunft kurz bevorstand, die aber letztendlich durch das Bombardement entkommen konnten. Die SPD- und CDU-Fraktion der Neuköllner BVV distanzierten sich von der Aktion und verurteilten gleichzeitig die Gewaltaufrufe und Drohungen gegen Anne Helm.

### Austritt aus der Piratenpartei und Übertritt zur Partei Die Linke (2014–2016)
Im September 2014 wurde öffentlich, dass Helm aus der Piratenpartei austrat. Zusammen mit Martin Delius, Oliver Höfinghoff, Julia Schramm und anderen gehörte Helm zu den 36 Partei- beziehungsweise Ex-Parteimitgliedern, die in einem Aufruf erklärten, die Mitarbeit mit ihrer ehemaligen Partei zu beenden und sich stattdessen in „kritischer und solidarischer“ Weise für die Partei Die Linke zu engagieren. In einem Interview mit der Zeitung Neues Deutschland erklärte Helm, der Entschluss basiere auf Prinzipien, die sie zusammen mit anderen bei der Piratenpartei entwickelt habe. Diese wolle sie nunmehr im Sinn einer linken Gesellschaftsperspektive einbringen. In diesem Zusammenhang wurde Helm Mitglied des Bundeskoordinationskreises der Emanzipatorischen Linken.
Trotz ihres Austritts bei den Piraten blieb sie bis zum Ende der Legislatur weiterhin Mitglied ihrer Fraktion in der Bezirksverordnetenversammlung Neukölln.

### Mitglied des Abgeordnetenhauses (ab 2016)

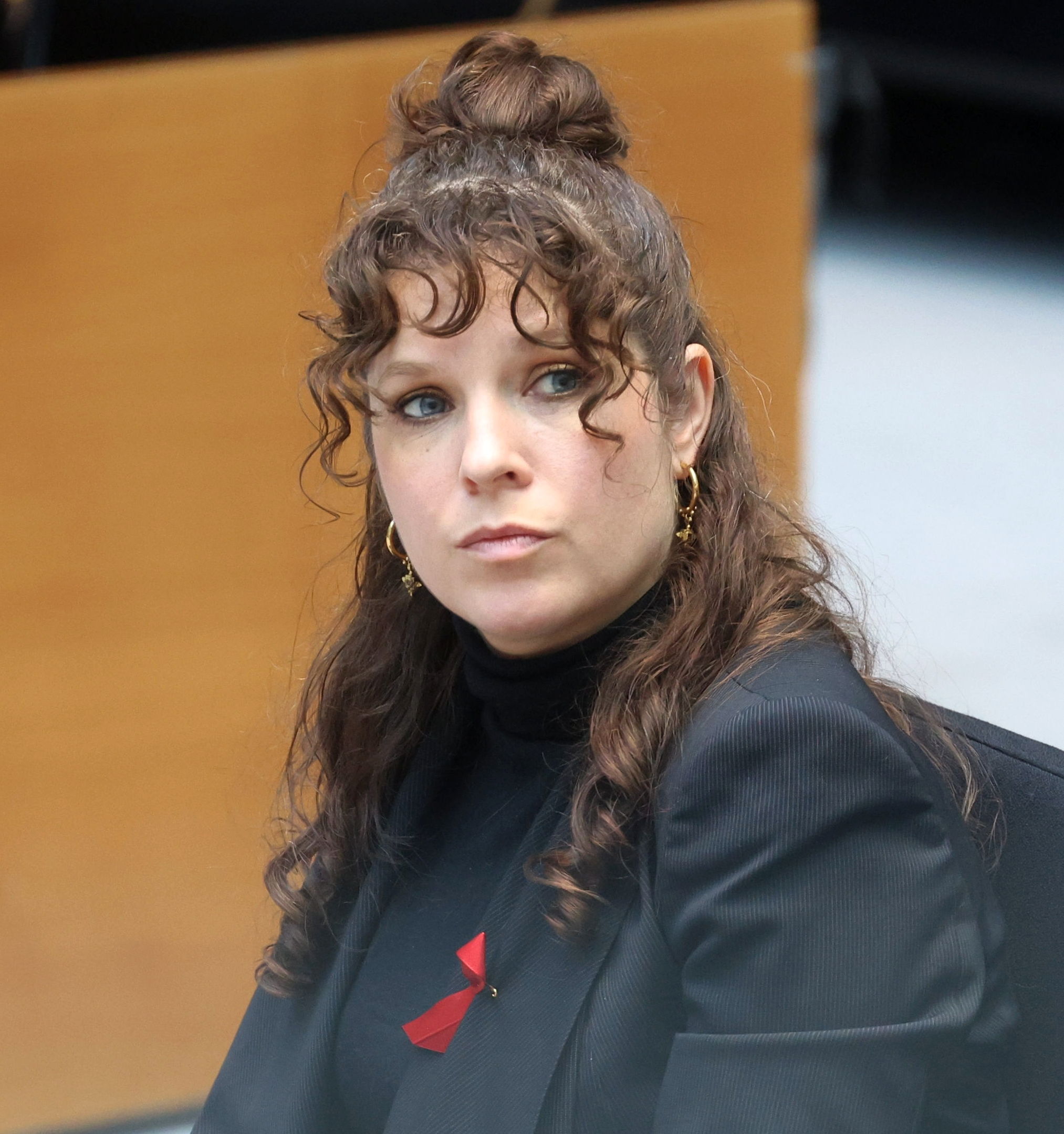
Anne Helm im Abgeordnetenhaus von Berlin (2024)

Über die Landesliste der Linkspartei zog sie im September 2016 in das Abgeordnetenhaus von Berlin ein und wurde dort in der Linksfraktion die fachpolitische Sprecherin für die Themenfelder Medien und Strategien gegen Rechts. Sie vertrat ihre Fraktion in den Ausschüssen für Inneres, Sicherheit, Ordnung, im Ausschuss Europa- und Bundesangelegenheiten und Medien, im Ausschuss für kulturelle Angelegenheiten sowie im Unterausschuss für Datenschutz und Informationsfreiheit und zur Umsetzung von Artikel 13 Abs. 6 GG sowie § 25 Abs. 10 ASOG. und war darüber hinaus einfaches Mitglied im Fraktionsvorstand. Helm betrieb zusammen mit ihrem Linkspartei-Kollegen Niklas Schrader das gemeinsame Abgeordnetenbüro „RigoRosa“ von Mai 2017 bis Dezember 2021 in der Nähe des Neuköllner Körnerparks.
Mit den angekündigten Rückzug von Carola Bluhm und Udo Wolf vom Fraktionsvorsitz der Abgeordnetenhausfraktion wurden Anne Helm und Carsten Schatz von ihnen als neue Vorsitzende vorgeschlagen; beide wurden am 2. Juni 2020 als deren Nachfolge gewählt. Im Rahmen ihrer neuen Funktion als Vorsitzende gab sie ihren Sitz im Untersuchungsausschuss Gedenkstätte Hohenschönhausen sowie im Europa- und Medienausschuss und ihre medienpolitische Sprecherinfunktion auf. Helm kandidierte zur Abgeordnetenhauswahl 2021 für die Berliner Linkspartei auf Platz 5 der Landesliste und trat in Berlin-Mitte im Direktwahlkreis 3 an. Mit der neuen Legislaturperiode im Abgeordnetenhaus verzichtete sie auf ihren Platz im Innenausschuss und auf ihre Funktion als fachpolitische Sprecherin für Strategien gegen Rechts. Bei der Wiederholungswahl 2023 konnte sie ihren Sitz im Abgeordnetenhaus verteidigen. Das Berliner Parlament entsandte sie für den Zeitraum von 2023 bis 2027 in den Rundfunkrat des rbb, der das „öffentliche Leben und damit die Allgemeinheit der Länder Berlin und Brandenburg“ vertritt.
Im Zuge der Terrorermittlungen zum Fall Franco A. ab 2017 wurde bekannt, dass sie mit weiteren Personen und Institutionen auf einer Liste des Terrorverdächtigen stand, die Ermittler als Liste möglicher Anschlagsziele deuten. Eine weitere Feindesliste mit Helms Namen trat durch die Auswertung von Datenträgern der Hauptverdächtigen der Anschlagsserie in Neukölln zutage. Seit Juli 2020 gehört Helm zu den öffentlichen Personen, die anonym per E-Mail, mit Darstellung persönlicher, öffentlich nicht zugänglicher Daten, u. a. mit dem Tode bedroht werden. Die Schreiben waren mit NSU 2.0 unterzeichnet. Seit seiner Konstituierung im Juni 2022 ist Helm Mitglied des parlamentarischen Untersuchungsausschusses zur Untersuchung des Ermittlungsvorgehens im Zusammenhang mit der Aufklärung der im Zeitraum von 2009 bis 2021 erfolgten rechtsextremistischen Straftatenserie in Neukölln.

## Sprechrollen (Auswahl)
Michelle Dockery
- 2010–2015: Downton Abbey als Mary Crawley
- 2019: Downton Abbey als Mary Crawley
- 2022: Downton Abbey II: Eine neue Ära als Mary Crawley
- 2022: Anatomie eines Skandals als Kate Woodcroft

Amber Heard
- 2008: Ananas Express als Angie Anderson
- 2010: And Soon the Darkness als Stephanie
- 2013: Paranoia – Riskantes Spiel als Emma Jennings
- 2013: Machete Kills als Miss San Antonio
- 2014: 3 Days to Kill als Vivi Delay
- 2015: Magic Mike XXL als Zoe

Jerrika Hinton
- 2012–2017: Grey’s Anatomy als Stephanie Edwards

Anna Kendrick
- 2009: Up in the Air als Natalie Keener
- 2010: Scott Pilgrim gegen den Rest der Welt als Stacey Pilgrim
- 2011: 50/50 – Freunde fürs (Über)Leben als Katherine
- 2012: End of Watch als Janet
- 2012: Was passiert, wenn’s passiert ist als Rosie
- 2012: Pitch Perfect als Beca
- 2013: The Company You Keep – Die Akte Grant als Diana
- 2014: Cake als Nina Collins
- 2014: Into the Woods als Aschenputtel
- 2015: Mr. Right als Martha McKay
- 2015: Pitch Perfect 2 als Beca
- 2016: The Accountant als Dana Cummings
- 2016: Die Hollars – Eine Wahnsinnsfamilie als Rebecca
- 2016: Mike and Dave Need Wedding Dates als Alice
- 2017: Pitch Perfect 3 als Beca
- 2021: Stowaway – Blinder Passagier als Zoe

Jena Malone
- 2007: Into the Wild als Carine McCandless
- 2009: The Messenger – Die letzte Nachricht als Kelly

Jennette McCurdy
- 2008–2013: iCarly (Fernsehserie) als Samantha „Sam“ Puckett
- 2009: iCarly: Böse verliebt als Sam Puckett
- 2009–2010: True Jackson (Fernsehserie) als Pinky Turzo
- 2011: Best Player als Chris „Prodigy“ Saunders
- 2013: Der große Schwindel als Savannah Westcott
- 2013–2014: Sam & Cat (Fernsehserie) als Sam Puckett
- 2015–2016: Between (Fernsehserie) als Wiley Day
- 2018: Next Gen – Das Mädchen und ihr Roboter als Greenwood

Elliot Page
- 2010: Inception als Ariadne
- 2011: Roller Girl als Bliss
- 2012: To Rome with Love als Monica
- seit 2019: The Umbrella Academy als Vanya/Nummer Sieben

Margot Robbie
- 2013: The Wolf of Wall Street als Naomi Lapaglia
- 2015: Focus als Jess
- 2016: Legend of Tarzan als Jane Porter
- 2016: Suicide Squad als Dr. Harleen Frances Quinzel alias Harley Quinn
- 2018: Maria Stuart, Königin von Schottland als Queen Elizabeth I
- 2019: Once Upon a Time in Hollywood als Sharon Tate
- 2020: Birds of Prey: The Emancipation of Harley Quinn als Harley Quinn
- 2020: Bombshell – Das Ende des Schweigens als Kayla Pospisil
- 2021: The Suicide Squad als Harley Quinn
- 2022: Amsterdam als Valerie Voze
- 2022: Babylon – Rausch der Ekstase als Nellie LaRoy
- 2023: Barbie als Stereotyp-Barbie

Ludivine Sagnier
- 2003: Die kleine Lili als Lili
- 2007: Ein Geheimnis als Hannah Golda Stirn/Grinberg
- 2008: Public Enemy No. 1 – Mordinstinkt als Sylvie Jeanjacquot
- 2010: Barfuß auf Nacktschnecken als Lily
- 2011: The Devil’s Double als Sarrab
- 2015: French Hitman – Die Abrechnung als Delphine Cavelle
- seit 2021: Lupin als Claire

Evan Rachel Wood
- 1998: Träume bis ans Ende der Welt als Harriet Frankovitz
- 2007: King of California als Miranda
- 2008: The Wrestler – Ruhm, Liebe, Schmerz als Stephanie Robinson
- 2011: The Ides of March – Tage des Verrats als Molly Stearns
- 2020: Kajillionaire als Old Dolio Dyne

### Filme
- 1995: Christine Cavanaugh in Ein Schweinchen namens Babe als Babe
- 1996: Oliver Graney in Davor und danach als T.J.
- 1997: Sarah Rosen Fruitman in Hilfe, ich habe eine Familie! als Zoey
- 1997: Camilla Belle in Vergessene Welt: Jurassic Park als Cathy Bowman
- 1998: Elizabeth Daily in Schweinchen Babe in der großen Stadt als Babe
- 2002: Daveigh Chase in Ring als Samara Morgan
- 2005: Camilla Belle in The Quiet – Kannst du ein Geheimnis für dich behalten? als Dot
- 2005: Kelly Stables in Ring 2 als Evil Samara
- 2006: Riisa Naka in Das Mädchen, das durch die Zeit sprang als Makoto Konno
- 2006: Yohana Cobo in Volver – Zurückkehren als Paula
- 2006: Sarah Roemer in Der Fluch – The Grudge 2 als Lacey
- 2008: Sarah Bolger in Die Geheimnisse der Spiderwicks als Mallory Grace
- 2008: Mae Whitman in Das Lächeln der Sterne als Amanda Willis
- 2009: Camilla Belle in Push als Kira Hudson
- 2009: Lily Cole in Das Kabinett des Doktor Parnassus als Valentina
- 2009: Emily Browning in Der Fluch der 2 Schwestern als Anna
- 2009: Rachel Hurd-Wood in Das Bildnis des Dorian Gray als Sybil Vane
- 2009: Prakriti Maduro in Havanna Eva als Eva
- 2009: Luce Radot in Zu zweit ist es leichter als Marilyn
- 2010: Rachel Hurd-Wood in Tomorrow, When the War Began als Corrie
- 2010: Amanda Crew in Wie durch ein Wunder als Tess Carroll
- 2010: Britt Robertson in Triple Dog als Chapin Wright
- 2010: Sara Forestier in Der Name der Leute als Bahia Benmahmoud
- 2013: Alexandra Daddario in Percy Jackson – Im Bann des Zyklopen als Annabeth Chase
- 2013: Kalki Koechlin in Lass dein Glück nicht ziehen als Aditi Mehra
- 2014: Kate Mara in Transcendence als Bree
- 2015: Abbie Cornish in Die Vorsehung als Agent Kathrine Cowels
- 2015: Noémie Schmidt in Frühstück bei Monsieur Henri als Constance Piponnier
- 2015: Bella Thorne in Alvin und die Chipmunks: Road Chip als Ashley Grey
- 2016: Ana Ularu in Inferno als Vayentha
- 2017: Zendaya in Greatest Showman als Anne Wheeler
- 2017: Girls’ Night Out für Zoë Kravitz als Blair
- 2024: Dylan Gelula in Smile 2 – Siehst du es auch? als Gemma

### Serien
- 1998–2001: Fix und Foxi als Lupinchen
- 2002–2003: Brittany Finamore in Malcolm mittendrin als Alison
- 2003–2004: Ellen Muth in Dead Like Me – So gut wie tot als Georgia Lass
- 2003–2012: Sophia Bush in One Tree Hill als Brooke Davis-Baker
- 2004–2008: Carlie Casey in Neds ultimativer Schulwahnsinn als Missy Meany
- 2005: Rie Tanaka in Gundam Seed als Lacus Clyne
- 2005: Danielle Panabaker in Bones – Die Knochenjägerin als FBI Special Agent Olivia Sparling
- 2006: Yū Kobayashi in Magister Negi Magi als Setsuna Sakurazaki
- 2006: Joy Bisco in Desperate Housewives als Melanie Foster
- 2006–2008: Danielle Panabaker in Shark als Julie Stark
- 2007: Brittney Wilson in Johnny Test als Mary Test
- 2007–2008: Olivia Hack in Avatar – Der Herr der Elemente als Ty Lee
- 2008: Christa B. Allen in Zack & Cody an Bord als Violet Berg
- 2009: Carlie Casey in Big Time Rush als Mercedes Griffin
- 2009–2010: Maiara Walsh in Desperate Housewives als Ana Solis
- 2009–2015: Aubrey Plaza in Parks and Recreation als April Ludgate
- 2010: Nazneen Contractor in 24 als Kayla Hassan
- 2010–2012: Malese Jow in Vampire Diaries als Anna
- 2010–2015: Michelle Dockery in Downton Abbey als Mary Crawley
- 2010–2015: Sarah Ramos in Parenthood als Haddie Braverman
- 2011: Addison Timlin in Californication als Sasha Bingham
- 2011: Malese Jow in Desperate Housewives als Violet
- 2011–2012: Tika Sumpter in Gossip Girl als Raina Thorpe
- 2011–2016: Shannon Chan-Kent in My Little Pony – Freundschaft ist Magie als Silver Spoon
- 2011–2015: Christa B. Allen in Revenge als Charlotte „Charlie“ Grayson
- 2012: Teyonah Parris in Mad Men als Dawn Chambers
- 2012–2016: Chantal Strand in My Little Pony – Freundschaft ist Magie als Diamond Tiara
- 2012–2017: Kelly Hu in Teenage Mutant Ninja Turtles als Karai
- 2012–2015: Becca Tobin in Glee als Kitty Wilde
- 2013–2014: Chloe Bennet in Marvel’s Agents of S.H.I.E.L.D. als Skye/„Daisy“
- 2013–2017: Jerrika Hinton in Grey’s Anatomy als Dr. Stephanie Edwards
- 2013–2018: America Ferrera in DreamWorks Dragons als Astrid
- 2013–2018: Monica Raymund in Chicago Fire als Gabriela „Gabby“ Dawson
- 2013–2019: Juliette Roudet in Profiling Paris als Adèle Delettre
- 2014: Doctor Who
- 2014–2018: Monica Raymund in Chicago P.D. als Gabriela „Gabby“ Dawson
- 2015–2016: Monica Raymund in Chicago Med als Gabriela „Gabby“ Dawson
- 2015: Beth Keener in The Walking Dead als Annie
- 2015–2016: Malese Jow in The Flash als Linda Park
- 2015–2018: Lola Kirke in Mozart in the Jungle als Hailey Rutledge
- 2016–2019: Emily Beecham in Into the Badlands als die Witwe
- 2019: Kirby Howell-Baptiste in Why Women Kill als Taylor Harding
- 2020: Lyndon Smith in Navy CIS als Rebecca Weeks
- 2020–2022: Sheila Vand in Snowpiercer als Zarah Ferami
- 2021: Carlacia Grant in Outer Banks als Cleo
- 2022: Cyberpunk: Edgerunners als Kiwi

### Videospiele
- Kingdom Hearts II als Naminé
- Lost Cities für iOS als Ms. Lindenbrock
- Trüberbrook als Madonna Lübke

### Hörspiele/Hörbücher
- Ich und die Kanzlerin von Martin Baltscheit (2009 Hörcompany)
- als Jolly in Die Wellenläufer von Kai Meyer (2009 Verlagsgruppe Lübbe)
- Ruf der Dämmerung von Christiane Gohl (Auch bekannt als Riana O’Donnell oder Sarah Lark) (2010, Lübbe Audio)
- Vorsicht, die Herdmanns schon wieder von Barbara Robinson (2010 Oetinger audio)